# Kościół mariawicki w Gocławiu
Kościół mariawicki w Gocławiu – kościół mariawicki, który znajdował się w Gocławiu, rozebrany w 2009 roku.

## Historia
Kościół został wybudowany, jak większość kościołów mariawickich, na początku XX wieku. Na początku należał do Starokatolickiego Kościoła Mariawitów. Po rozłamie w 1935 większość parafian opowiedziała się po stronie arcybiskupa Jana Marii Michała Kowalskiego, odtąd kościół znajdował się w rękach Kościoła Katolickiego Mariawitów.  Od lat 90. XX w. nie odbywały w nim się żadne nabożeństwa. Od tego czasu kościół był w bardzo złym stanie. W 2008 został sprzedany prywatnemu nabywcy i rozebrany rok później. Obecnie w Gocławiu nie ma już żadnej rodziny mariawickiej; pozostała tylko diaspora w Garwolinie.

## Architektura
Kościół przypominał dużą kubaturowo kaplicę. Był to budynek murowany z cegły w stylu neogotycki, pokryty czerwoną dachówką. Frontowa ściana kościoła zwieńczona była niewielką wieżyczką oraz emblematem mariawickim wyobrażającym Przenajświętszy Sakrament w otoczeniu aniołów.